# ستارا رودووکا
ستارا رودووکا (به لهستانی:  Stara Rudówka) یک روستا در لهستان است که در گمینا رن واقع شده‌است.